# Collision de l'aéroport de Tenerife
Le 27 mars 1977, deux Boeing 747 entrent en collision sur l'aéroport de Tenerife, dans les îles Canaries, entraînant la mort de 583 personnes. Alors que l'aéroport de Los Rodeos, sur l'île de Tenerife, est plongé dans le brouillard, un 747-200 de la KLM Royal Dutch Airlines entame son décollage et percute un 747-100 de la Pan American World Airways qui est en train de remonter la piste. Cet accident reste la plus grande catastrophe aérienne de l'histoire de l'aviation (non intentionnelle, si on exclut les attentats du 11 septembre 2001).

## Contexte
Tenerife est une escale imprévue pour chacun des deux vols. Leur destination était l'aéroport de Gran Canaria, qui dessert Las Palmas, sur l'île voisine de Grande Canarie.

### Vol KLM 4805
Le vol 4805 est un vol charter assuré pour le compte d'Holland International Travel Group et est arrivé de l'aéroport d'Amsterdam-Schiphol , aux Pays-Bas . Son équipage est composé du commandant de bord Jacob Veldhuyzen van Zanten (50 ans), du copilote  Klaas Meurs (42 ans) et du mécanicien navigant Willem Schreuder (49 ans). Au moment de l'accident, le commandant van Zanten était l'instructeur de vol en chef de KLM Royal Dutch Airlines, avec 11 700 heures de vol à son actif, dont 1 545 heures sur 747. Le copilote Meurs totalise 9 200 heures de vol, dont 95 heures sur 747. Le mécanicien navigant Schreuder compte 17 031 heures de vol, dont 543 heures sur 747.
L'avion est un Boeing 747-206B, immatriculé PH-BUF et baptisé Rijn (Rhin). L'avion de la KLM transporte 14 membres d'équipage et 235 passagers, dont 52 enfants. La plupart des passagers sont des ressortissants néerlandais ; quatre Allemands, deux Autrichiens et deux Américains sont également à bord. Après l'atterrissage à Tenerife, les passagers ont été transportés au terminal de l'aéroport. L'une des passagères à l'arrivée, Robina van Lanschot, qui vivait sur l'île avec son petit ami, a choisi de ne pas remonter à bord du 747, laissant 234 passagers à bord.

### Vol Pan Am 1736
Le vol 1736 a décollé de l'aéroport international de Los Angeles, avec une escale prévue à l'aéroport international de New York - John-F.-Kennedy (JFK). L'appareil est un Boeing 747-121, immatriculé N736PA et baptisé Clipper Victor. Il s'agit du premier 747 livré à une compagnie aérienne. Sur les 380 passagers, 14 d'entre eux avaient embarqué à New York, où l'équipage avait également été renouvelé. Tous les passagers à bord étaient américains, à l'exception de cinq passagers de nationalité canadienne.
Le nouvel équipage était composé du commandant de bord Victor Grubbs (56 ans), du copilote Robert Bragg (39 ans), du mécanicien navigant George Warns (46 ans) et de 13 agents de bord. Au moment de l'accident, le commandant Grubbs totalise 21 043 heures de vol, dont 564 heures sur 747. Le copilote Bragg cumule 10 800 heures de vol, dont 2 796 heures sur 747. Le mécanicien navigant Warns compte 15 210 heures de vol, dont 559 heures sur 747.
Cet avion particulier a effectué son vol commercial inaugural du 747 le 22 janvier 1970. Le 2 août 1970, au cours de sa première année de service, il est également devenu le premier 747 à être victime d'un détournement d'avion : en route entre JFK et l'aéroport international Luis-Muñoz-Marín de San Juan, à Porto Rico, il a été détourné vers l'aéroport international José-Martí de La Havane, à Cuba.

## Déroulement de la catastrophe

Animation reconstituant la collision.

Lors de l'approche de sa destination, le vol 1736 de la Pan Am, en provenance de Los Angeles et avec 396 personnes à bord, dont 16 membres d'équipage, est informé qu'à la suite d'une attaque à la bombe (qui fait un blessé grave) liée au Mouvement pour l'autodétermination et l'indépendance de l'archipel des Canaries (MPAIAC), un mouvement séparatiste des îles Canaries, dans l'aérogare de l'aéroport de Las Palmas, celui-ci est temporairement fermé. L'équipage du Boeing demande alors à attendre dans les airs, mais il lui est ordonné de se dérouter vers Los Rodeos, aéroport régional de l'île voisine de Tenerife, en même temps que d'autres avions. Le vol 4805 de la KLM, en provenance d'Amsterdam et avec 248 personnes à bord, dont 14 membres d'équipage, reçoit la même instruction du contrôle aérien.

### Los Rodeos

Carte simplifiée de l'aérodrome de Los Rodeos.

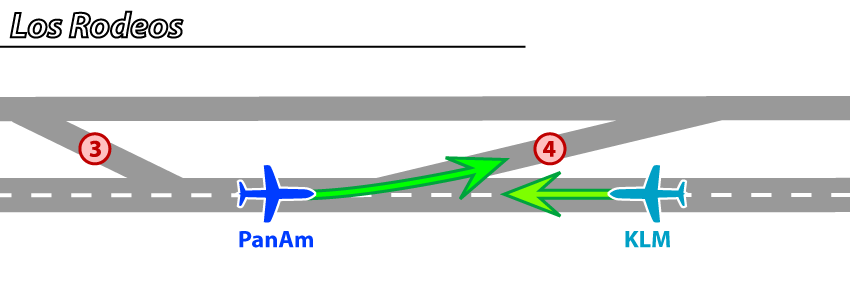
Détail de la piste de Los Rodeos.

Lorsque l'aéroport de Las Palmas rouvre, le petit aéroport de Tenerife est saturé. Cinq gros appareils au moins ont été déroutés sur cet aéroport régional, qui ne peut les accueillir facilement. L'aéroport consiste en une piste unique longée par une voie de circulation (taxiway), à laquelle elle est reliée par quelques bretelles. Les avions déroutés sont stationnés sur une partie du taxiway, ce qui implique que ce dernier ne peut être utilisé sur toute sa longueur pour permettre aux avions d'aller se mettre au bout de la piste en position de décollage. Les appareils sont donc obligés d'effectuer une partie du roulage vers l'emplacement de décollage en remontant la piste.
Des nappes de brouillard intermittentes mais denses passent sur la piste, phénomène habituel en cette période de l'année pour cet aéroport situé en altitude mais proche de la mer. En effet, à cause de cette altitude, les montagnes longeant les pistes bloquent les nuages, qui sont « coincés » au-dessus de l'aéroport et de la ville. Le petit aéroport ne dispose pas de radar permettant aux contrôleurs de visualiser les avions au sol. Ils ne peuvent donc que compter sur la clairvoyance des pilotes manœuvrant sur l'aéroport pour connaître la position des différents avions.

### La mise en situation
Après que les autorités ont rouvert l'aéroport de Las Palmas, le Boeing de Pan Am se trouve alors prêt à aller se positionner pour le décollage. Mais celui-ci est bloqué par l'appareil de KLM et par un camion-citerne. Le commandant néerlandais Van Zanten a en effet décidé de faire le plein de kérosène à Los Rodeos plutôt qu'à Las Palmas, apparemment pour gagner du temps à l'escale suivante ; ceci prend environ 35 minutes. Une fois le plein des réservoirs fait, les passagers peuvent regagner l'avion. Mais la recherche d'une famille de quatre personnes retarde encore le décollage. Une guide touristique, Robina Van Lanschot, du vol de KLM, qui souhaitait se rendre aux îles Canaries où elle travaillait, a choisi de ne pas rembarquer, malgré les ordres de la compagnie, parce qu'elle habite à Tenerife et ne veut pas repartir vers Las Palmas pour revenir le lendemain ; elle a donc indirectement échappé à la catastrophe, et sera quelquefois faussement présentée comme rescapée du drame. L'avion de KLM s'apprête à partir en premier, suivi par celui de Pan Am.

### La collision
Le Boeing 747 de KLM est aligné au seuil de piste, prêt à décoller. En parallèle, le Boeing 747 de la Pan Am remonte la piste, la première partie du taxiway étant bloquée. Il doit, selon les instructions de la tour de contrôle, prendre une des bretelles pour revenir sur la partie libre du taxiway et enfin rouler jusqu'au seuil de piste, prenant sa place derrière le KLM et attendant son tour pour décoller. Le Boeing de KLM entame alors son décollage sans l'autorisation du contrôleur, tandis que le Boeing de Pan Am est toujours en train de remonter la piste, et va percuter celui-ci sur son travers à près de 300 km/h, malgré une tentative de décollage anticipé de dernière seconde du pilote de KLM dès que celui-ci aperçoit l'avion de Pan Am.
Les deux géants de 350 tonnes se percutent. Le diabolo avant du train d'atterrissage percute le flanc droit du 747 de Pan Am, déchirant le fuselage. L'aile gauche coupe la dérive au ras de la gouverne de direction. Les passagers du 747 américain voient les cloisons s'ouvrir autour d'eux, le plafond disparaître, le plancher s'effondrer. Les réservoirs de l'aile droite sont déchirés et le carburant s'enflamme.
Le 747 de KLM s'élève légèrement avant de retomber complètement disloqué sur la piste. Tous les passagers et membres d'équipage sont tués sur le coup.
Du 747 de Pan Am, quelques personnes parviennent à s'échapper de la carcasse brûlante. 61 personnes (dont le commandant de bord et les autres membres de l'équipage qui étaient dans le cockpit) sur 396 survivront. La chaleur dégagée par l'incendie est telle que le brouillard initialement présent sur la zone disparaît dans un rayon d'un kilomètre autour du sinistre.

Site de l'accident
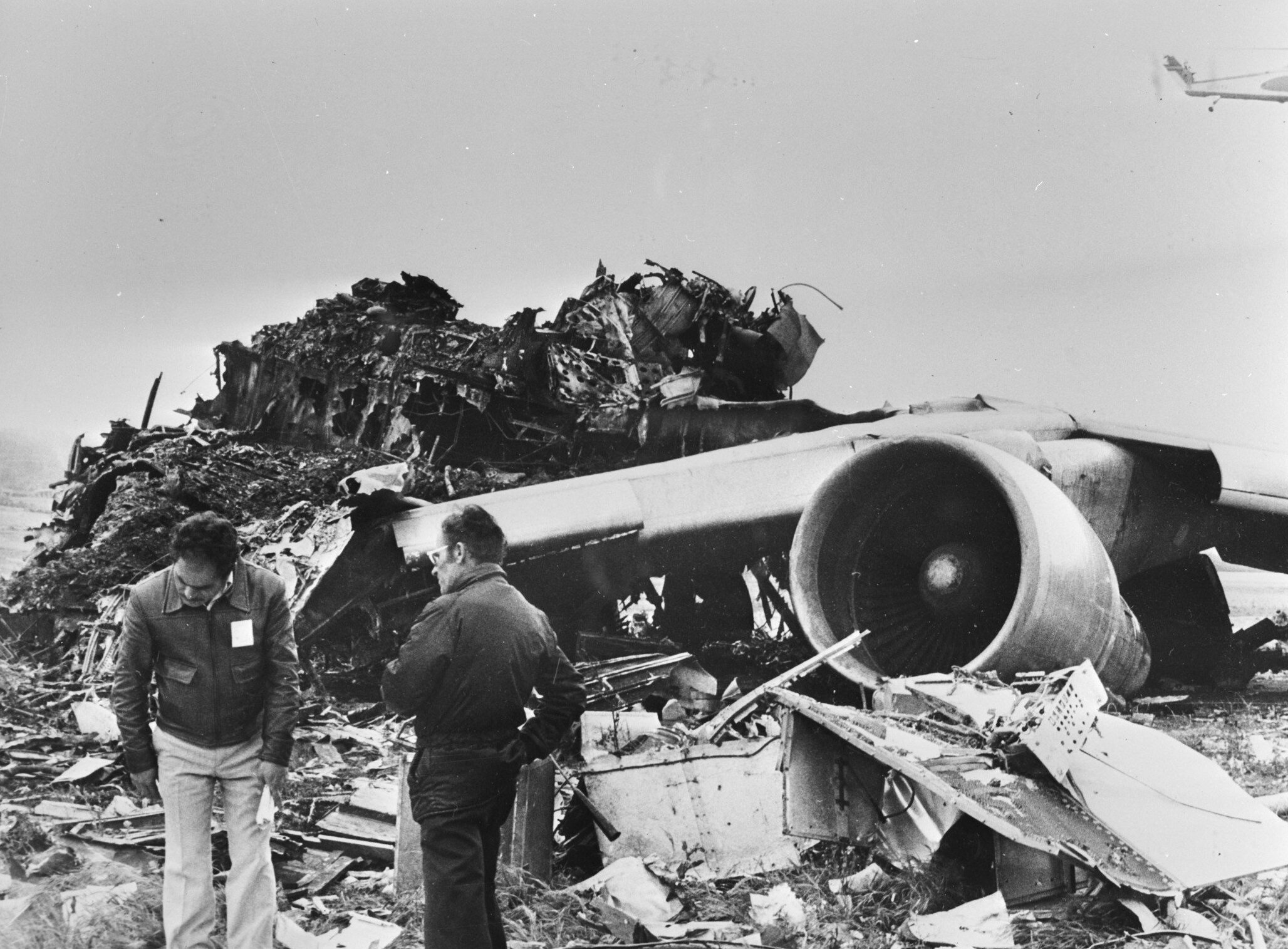
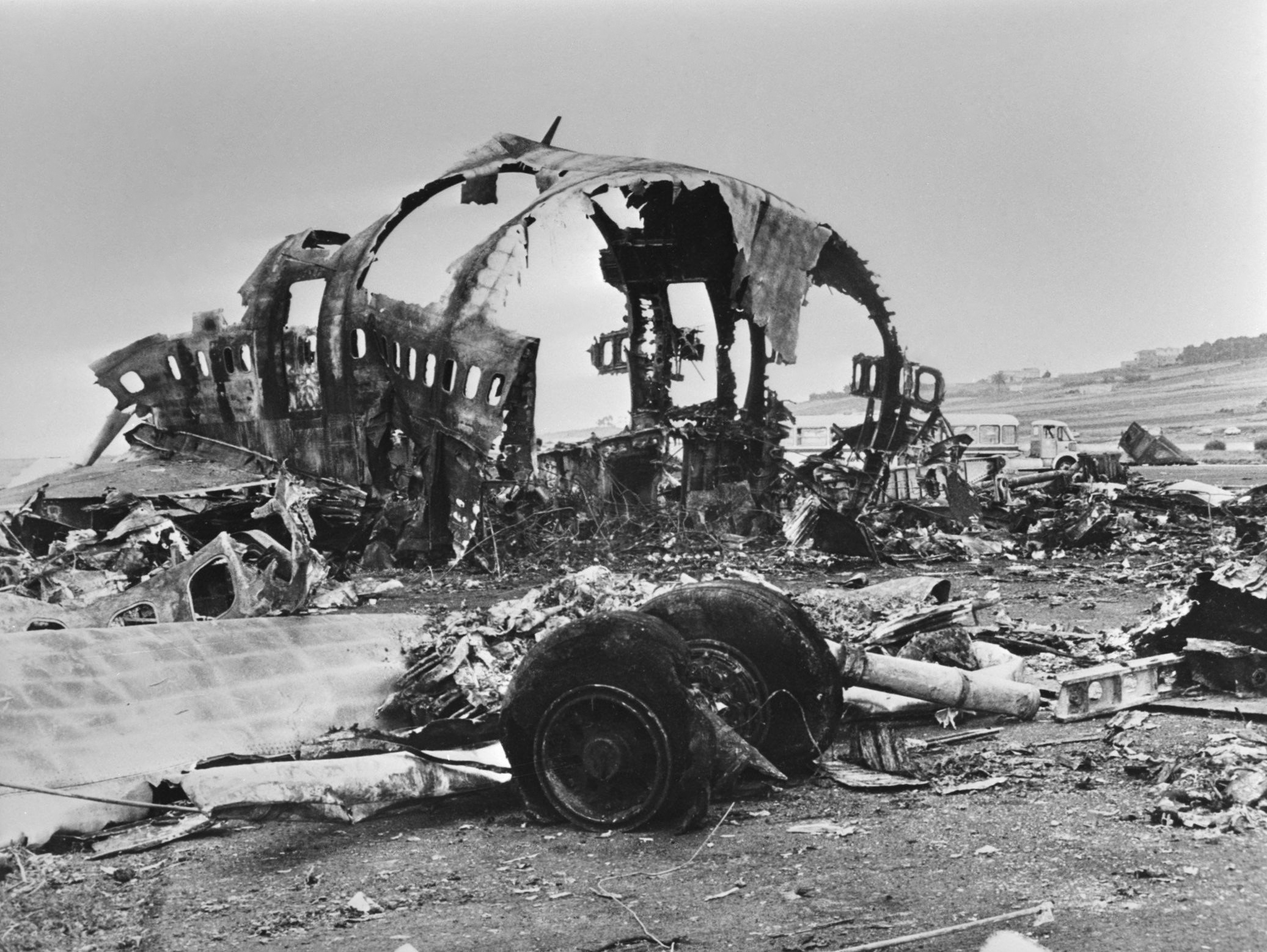
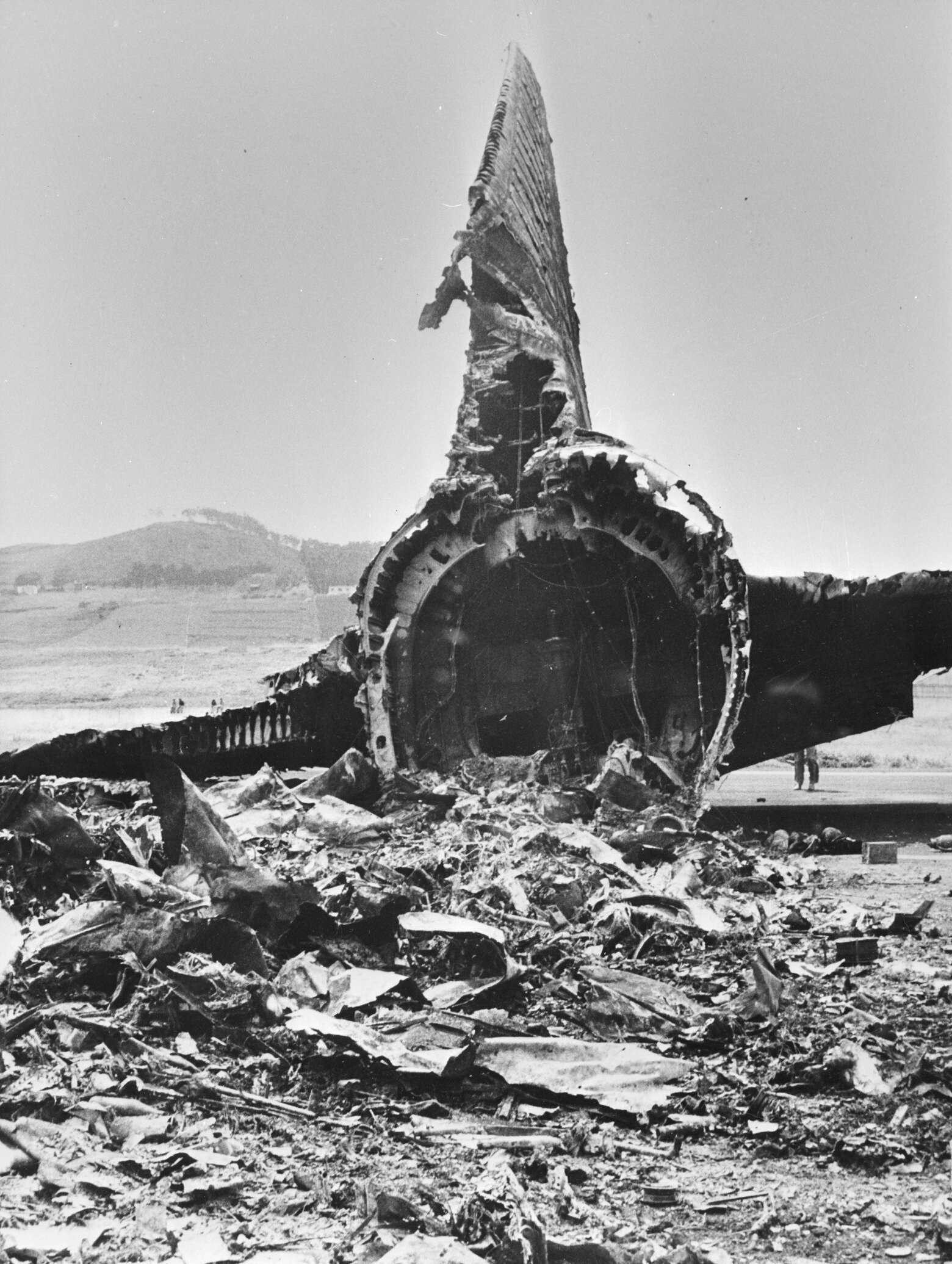
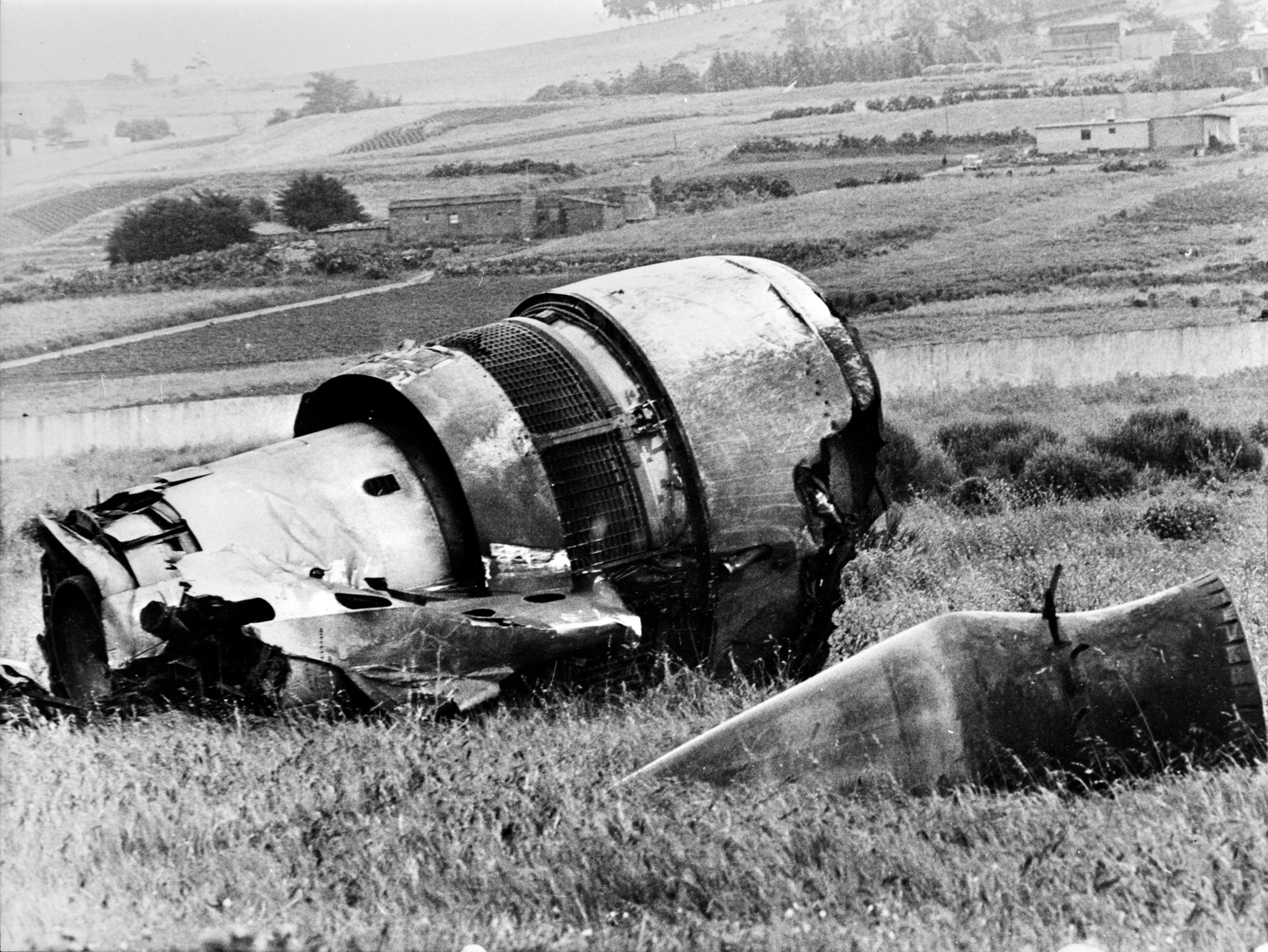

La collision, suivie de l'embrasement des appareils, a coûté la vie à 583 passagers et membres d'équipage. Parmi les victimes de Pan Am se trouvait notamment Eve Meyer, l'épouse du réalisateur Russ Meyer, qui avait été miss juin 1955 dans le magazine Playboy.

## Enquête
Plus de 70 experts aéronautiques, espagnols, néerlandais et américains, plus des représentants des deux compagnies participèrent à l'enquête.
Le rapport d'expertise de l'Organisation de l'aviation civile internationale (OACI) a démontré que le commandant de bord du 747 de KLM, Jacob Veldhuyzen van Zanten, n'avait pas attendu l'autorisation de décollage ; il était aligné mais n'avait pas reçu de la tour de contrôle la clairance nécessaire. L'autre avion, celui de Pan Am, avait en revanche suivi la procédure, malgré une période d'hésitation de plus d'une minute pour comprendre quelle était la bonne voie de service. En effet, l'instruction donnée par la tour de contrôle était « taxi into the runway and leave the runway third, third to your left », c'est-à-dire « roulez sur la piste, et quittez-la à la troisième à gauche ». L'équipage a alors hésité : s'agissait-il de third ou de first ? Le contrôleur a donc confirmé en disant « the third one », mais l'ambiguïté n'était pas levée du tout, cette instruction pouvant également être comprise comme « the first one ». L'équipage, encore hésitant, a finalement compté uno, dos, tres en espagnol pour être bien sûr qu'il fallait compter trois intersections. De plus, la troisième intersection présentait un angle trop aigu pour virer facilement. L'imposant Boeing de Pan Am a donc roulé jusqu'à la quatrième bretelle, dont l'angle d'entrée était plus ouvert, en dépassant la troisième sans la voir dans le brouillard.
Selon une étude sur les causes linguistiques des catastrophes aériennes, ainsi que d'après le rapport de l'OACI, le copilote néerlandais de KLM a répété le plan de vol donné par la tour de contrôle (ATC clearance) et a ajouté la phrase « we are now at take-off ». Le contrôleur aérien a alors compris cette phrase comme « we are now at take-off position », c'est-à-dire que l'avion était en bout de piste, attendant l'autorisation de décoller. Le contrôleur aérien, n'ayant pas donné cette autorisation, a ainsi confirmé par un simple « OK », qui signifiait que le plan de vol avait été bien répété. En revanche, pour le copilote de KLM, ce at take-off décrivait une action en cours, comme en néerlandais, et a cru que le contrôleur, en disant « OK », donnait l'autorisation de décollage. Le nom take-off signifie « décollage » et take-off position signifie littéralement « position de décollage ». Cependant, le contrôleur aérien a immédiatement ajouté « stand by for takeoff, I will call you », c'est-à-dire « attendez pour décoller, je vous appellerai », indiquant qu'il n'avait pas voulu que son « OK » fût interprété comme une autorisation de décollage. En même temps que l'avion KLM commençait son décollage, la tour de contrôle instruira l'équipage Pan Am de « report when runway clear », soit « signaler lorsque la piste est libre ». L'équipage Pan Am a ensuite répondu « OK, we'll report when we're clear », « OK, on signalera lorsqu'on sera sorti ». En entendant cela, l'ingénieur de vol du KLM a exprimé son doute à propos du statut du Pan Am en demandant aux pilotes dans son propre habitacle « n'est-il pas sorti, le Pan American ? ». Le pilote du KLM, lui, a ensuite répondu énergiquement « Oui, bien sûr », et poursuivit son décollage.
Le rapport d'expertise indique que deux communications simultanées de l'équipage de Pan Am et de la tour de contrôle, dans les secondes qui suivirent, ont entraîné des interférences dans le Boeing de KLM et que ces deux messages ont pu être mal entendus dans l'appareil. Or, ces deux messages mentionnaient que le Boeing de Pan Am était encore sur la piste. Si le Boeing de KLM les avait entendus, peut-être aurait-il pu freiner à temps ou n'aurait pas commencé son décollage.
Les nappes de brouillard furent un facteur décisif dans la catastrophe. En effet, l'absence de brouillard aurait permis aux pilotes d’entamer leurs manœuvres de décollage et de voir l'autre appareil.
Dans les facteurs aggravants, les enquêteurs ont aussi cherché du côté du comportement et de la psychologie des intervenants :
- Pour la tour de contrôle : Outre le stress de la situation et de l'usage permanent de la langue anglaise, un possible manque de fermeté dans les instructions données face à des équipages étrangers et expérimentés. Le fait de demander au Pan Am de sortir de la piste par un taxiway à 135° n'était pas très adapté pour un avion du gabarit du 747.

- Pour l'équipage de Pan Am : L'hypothèse a été émise que le pilote ait décidé de lui-même de poursuivre jusqu'à la bretelle 4 (avec un angle beaucoup plus facile pour tourner vers le taxiway), donc ait ignoré la consigne de la tour de contrôle pour éviter le virage à 135° de la troisième bretelle.

- Pour l'équipage de KLM : Dans l'enregistrement de la boîte noire, l'ingénieur de vol de KLM a exprimé un doute sur le fait que la piste soit libre, probablement à la suite des propos des pilotes de Pan Am. Les propos étaient difficilement audibles dans le cockpit du Boeing de KLM. Ce doute, le commandant de bord ne l'avait pas, il ne revérifia pas auprès de la tour de contrôle et il poussa la manette des gaz. Pourtant, ce commandant de KLM était l'un des plus expérimentés de la compagnie néerlandaise, pour laquelle il était également instructeur sur 747. C'est lui qui avait formé son copilote. La question demeure de savoir si ce copilote et l'ingénieur de bord n'ont pas été trop respectueux de leur commandant et n'ont pas osé lui demander de revérifier que la piste était bien libre après le doute émis par l'un d'eux.

Il a aussi été démontré que l'équipage de KLM, avant le vol, avait contacté le siège de la compagnie KLM aux Pays-Bas. Il craignait de ne pouvoir respecter la nouvelle réglementation néerlandaise, plus contraignante sur les horaires des pilotes, s'il ne redécollait pas rapidement. Vu le retard pris par le déroutement sur Tenerife et l'attente sur place, il risquait, après avoir redécollé pour Las Palmas, de devoir y passer la nuit et de ne pas pouvoir rentrer sur Amsterdam-Schiphol le jour même, comme initialement prévu. L'impatience et la crainte de dépasser le temps de travail maximum prévu par la réglementation peuvent avoir influencé le commandant de bord, même expérimenté, dans sa capacité de jugement et dans sa prudence.
Cet accident est donc le résultat d'un enchaînement de plusieurs défaillances dans l'exécution des procédures, combiné à des conditions dégradées pour l'évolution des avions sur la piste. La conséquence d'une défaillance sur une procédure ne pouvait donc pas être corrigée par une autre procédure ou par un système de sécurité redondant, ceux-ci connaissant également une défaillance.
L'enchaînement des causes et des facteurs aggravants est le suivant[réf. nécessaire] :
- Une situation inhabituelle avec un aéroport saturé, non prévu pour un tel trafic, donc :
  - des avions obligés de remonter une partie de la piste d'envol pour aller se mettre en position de décollage ;
  - de plus, une absence de visibilité au sol (nappes de brouillard et éclairage de piste défaillant) ;
    - (il a cependant été envisagé que l'avion ait pu être vu, mais non perçu, en raison d'une cécité d'inattention) ;

  - et également une absence de radar de pistes.
- La perception de la situation réelle sur la piste repose alors uniquement sur la bonne communication audio entre la tour de contrôle et les avions au sol, mais des facteurs pénalisants s'ajoutent :
  - le stress de l'équipe de la tour de contrôle de cet aéroport régional peu habitué à un tel trafic et à devoir s'exprimer essentiellement en anglais ;
  - un terme anglais peut porter à confusion ;
  - une mauvaise communication entre pilotes et tour de contrôle ;
  - un stress de l'équipage de KLM dont l'avion a été dérouté et qui a un retard à rattraper ;
  - une erreur, volontaire ou non, du commandant de Pan Am sur la bretelle d'accès à utiliser ;
  - aéroport non équipé de radar ;
  - brouillard intense ;
  - une erreur du commandant de KLM qui lance le décollage sans autorisation,
  - un mauvais auto-contrôle de l'équipage de KLM.

Cet enchaînement de facteurs provoqua l'accident.

## Ce que cette catastrophe a changé dans l'aviation
Après cette catastrophe, un certain nombre de recommandations ont été faites par les autorités aériennes internationales, comme la modification du vocabulaire anglais employé dans la communication entre tour de contrôle et avions au sol, la répétition systématique par les pilotes à la tour de contrôle des ordres entendus, mais surtout la mise en place de procédures dites de « cockpit management » avec un contrôle mutuel plus formalisé entre pilote et copilote.
Quelques années plus tard, un autre aéroport, l'aéroport international de la Reine-Sophie, fut construit dans le sud de l'île de Tenerife, dans une zone moins exposée aux nappes de brouillard. Mais l'augmentation du trafic touristique a fait que l'aéroport de Los Rodeos au nord connaît de nouveau du trafic. Il a été depuis équipé d'un radar de sol.
Un monument en mémoire des victimes de l'accident, La Commémoration internationale, réalisé par l'artiste néerlandais Ruud van de Wint (nl), se dresse non loin de l'ancien aéroport dans le parc Mesa Mota de San Cristóbal de La Laguna. Un monument a également été érigé au cimetière de Westgaarde à Amsterdam.

## Survivants
- Vol KLM Royal Dutch Airlines 4805 : aucun survivant parmi les 248 passagers et l'équipage. Robina van Lanschot, qui était inscrite sur le vol, avait décidé de rester à Tenerife au lieu de reprendre l'avion, ce qui lui sauva la vie.
- Vol Pan American World Airways 1736 : le pilote, le copilote, le mécanicien, 4 hôtesses (Dorothy Kelly, Carla Johnson, Joan Jackson et Suzanne Donovan) et 54 passagers ont survécu.

## Autres accidents à Los Rodeos
Bien que l'accident du 27 mars 1977 soit le plus connu, l'aéroport de Los Rodeos a connu deux autres accidents majeurs impliquant un nombre important de victimes :
- vol Spantax 275 en 1972 : 155 morts ;
- vol Dan-Air 1008 en 1980 : 146 morts.

### Documentaires télévisés
- « Collision mortelle » 12e épisode de la 1re saison de La Minute de vérité.
- « Le crash du siècle » hors-série spécial de Mayday : Alerte maximum.
- « Désastre à Tenerife » 3e épisode de la 15e saison de Air Crash.
- « Crash de Tenerife » dans Hors de contrôle.